# 福岡縣第1區
福岡縣第1區（日语：福岡県第1区）是日本眾議院的一個小選區，1994年創立。选区内区域包括福岡市東区的大部分、博多区。根据2018年9月的统计数据，该区域有选民438,692人。

## 小選舉区選出議員
| 選舉名                 | 年     | 当選者   | 党派       | 選區範圍           |
| ---------------------- | ------ | -------- | ---------- | ------------------ |
| 第41屆眾議院議員總選舉 | 1996年 | 松本龍   | 民主党     | 福岡市東区、博多区 |
| 第42屆眾議院議員總選舉 | 2000年 | 松本龍   | 民主党     | 福岡市東区、博多区 |
| 第43屆眾議院議員總選舉 | 2003年 | 松本龍   | 民主党     | 福岡市東区、博多区 |
| 第44屆眾議院議員總選舉 | 2005年 | 松本龍   | 民主党     | 福岡市東区、博多区 |
| 第45屆眾議院議員總選舉 | 2009年 | 松本龍   | 民主党     | 福岡市東区、博多区 |
| 第46屆眾議院議員總選舉 | 2012年 | 井上貴博 | 自由民主党 | 福岡市東区、博多区 |
| 第47屆眾議院議員總選舉 | 2014年 | 井上貴博 | 無黨籍     | 福岡市東区、博多区 |
| 第48屆眾議院議員總選舉 | 2017年 | 井上貴博 | 自由民主党 | 福岡市東区、博多区 |
| 第49屆眾議院議員總選舉 | 2021年 | 井上貴博 | 自由民主党 | 福岡市東区、博多区 |
| 第50屆眾議院議員總選舉 | 2024年 |          |            |                    |

## 相關項目
- 福岡縣選舉區